# Portoferraio

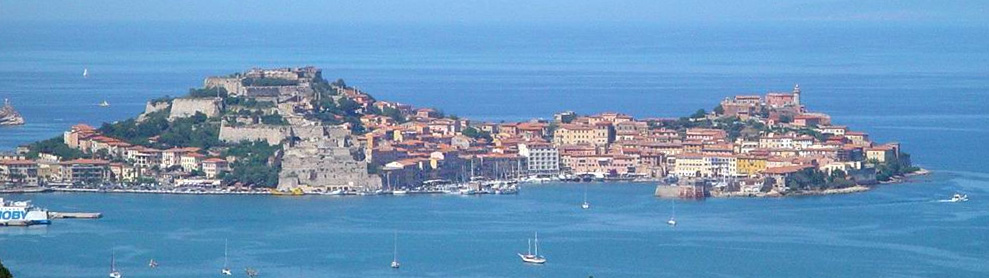
Vista de Portoferraio.

Portoferraio es una ciudad y municipio de la provincia de Livorno (Italia), en la isla de Elba.
Es la localidad más grande de la isla y el segundo municipio más extenso. En esta isla estuvo exiliado Napoleón Bonaparte. Tiene una población de 12 020 habitantes (31 de diciembre de 2004) y una extensión de 50,35 km².

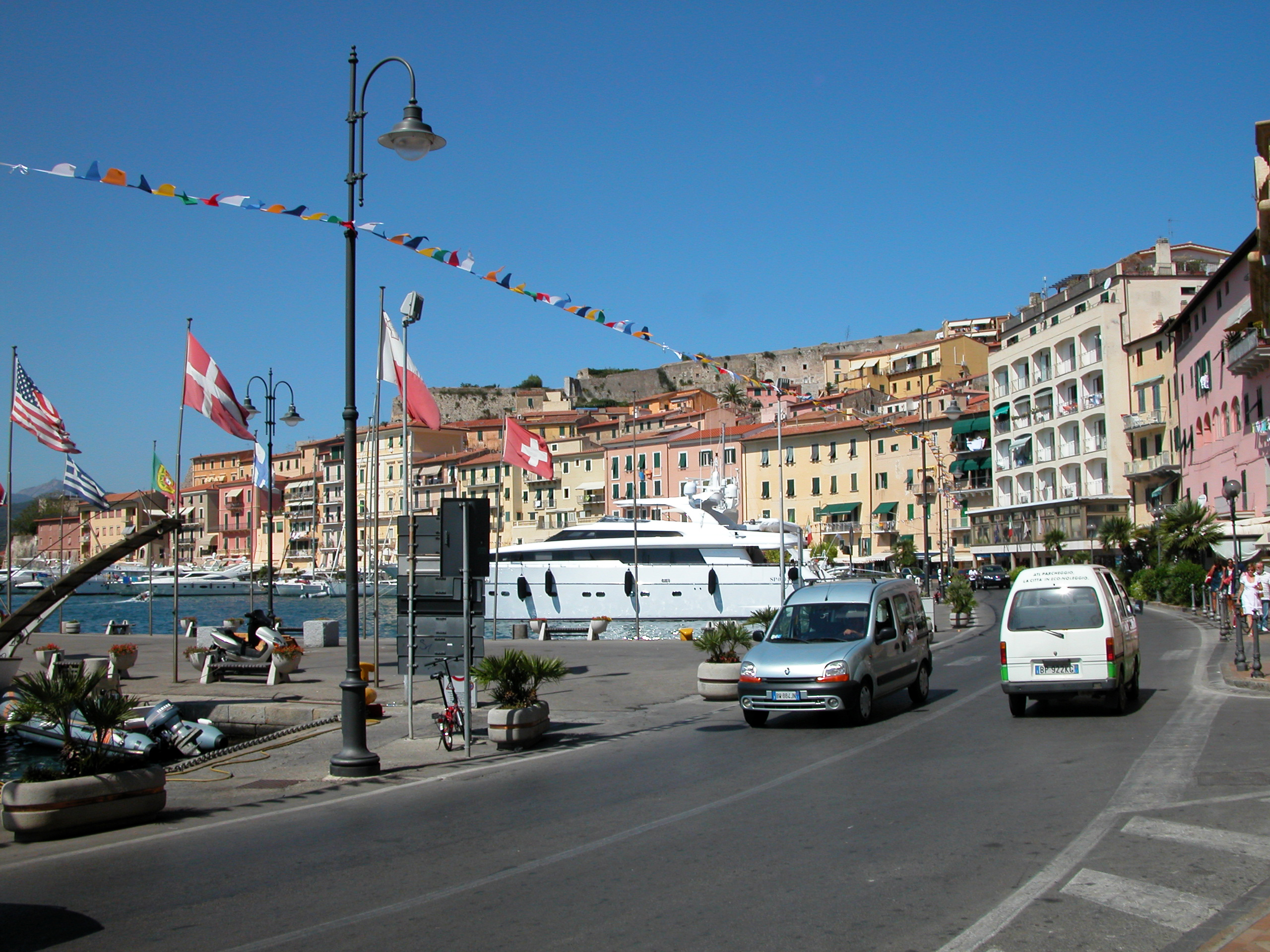
Marina de Portoferraio.

## Historia
Fue fundada por Cosme I de Médici, Duque de Florencia, en 1548 con el nombre de Cosmopoli para equilibrar la presencia española en Porto Azzurro. Tuvo tres fuertes (Forte Stella, Forte Falcone y Forte Inglese) y una enorme muralla, todos visibles hoy en día.
En la antigüedad era conocida como Portus Argo`us. Y la isla era llamada Aethalia. 

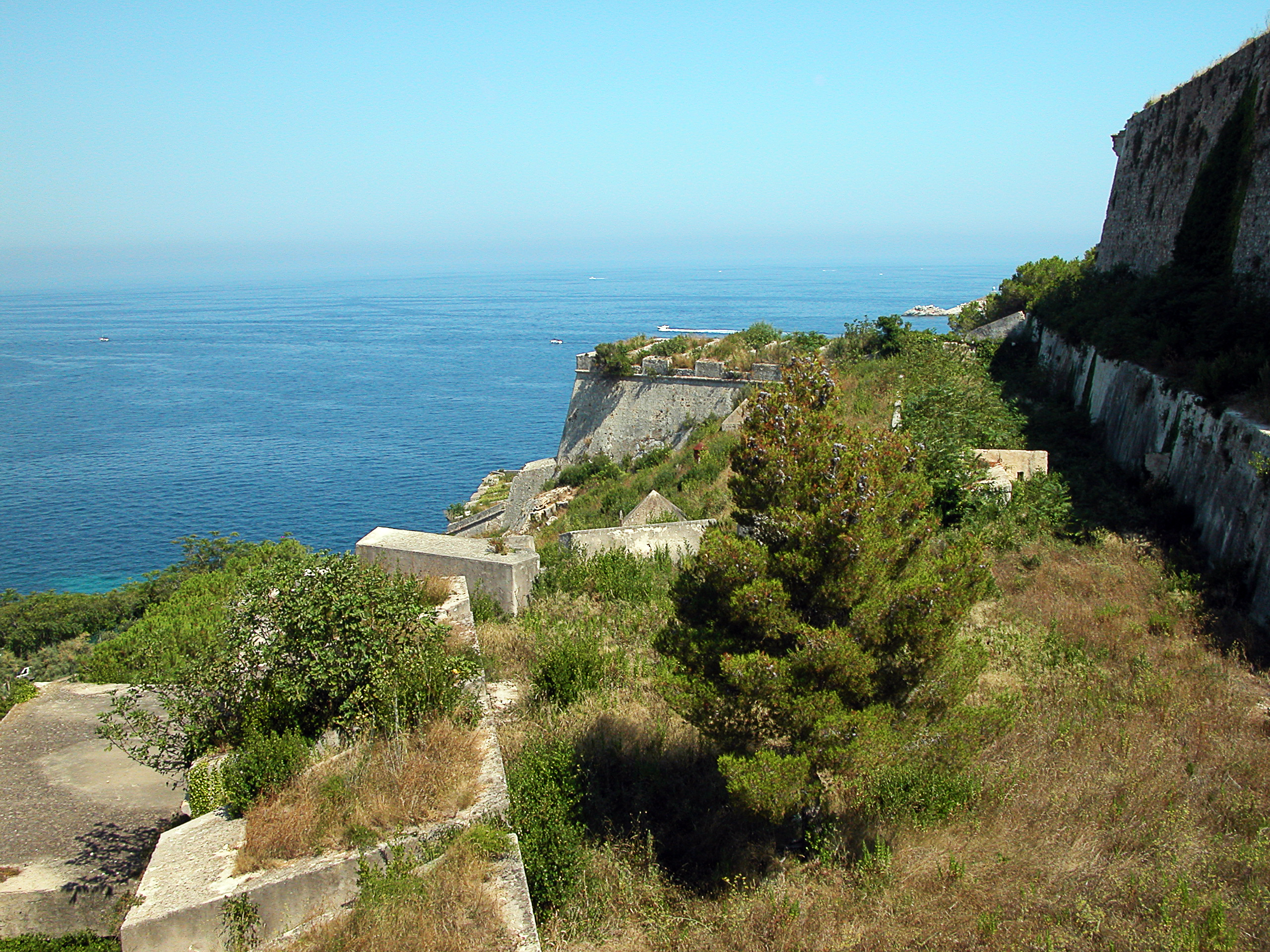
Vista desde la fortaleza Médici

La ciudad permaneció unida al Gran Ducado de Toscana hasta el siglo XVIII cuando, debido a su valor estratégico, fue disputada por Francia, Inglaterra y Austria. En 1731 por el Tratado de Viena, tropas españolas pudieron entrar en los fuertes para asegurar la herencia italiana de Carlos de Borbón. En el año 1801, la ciudad sufrió un asedio por parte del ejército francés, que trataba de conseguir la rendición toscana. No obstante, la ciudad fortificada, gracias a la ayuda proporcionada por la flota del Reino Unido, resistió. El Tratado de Amiens (1802), cedería la isla de Elba a Francia. En 1814 llegó Napoleón Bonaparte donde fue recluido durante su primer exilio en el Principado de Elba. En 1815 sería entregada la totalidad de la isla a Fernando III de Toscana. En el siglo XIX la ciudad creció rápidamente como consecuencia de la construcción de infraestructuras y de la explotación de nuevas minas de hierro en Rio Marina. La ciudad se convirtió en el principal puerto comercial de la isla durante esta época y recibió el nombre que tiene en la actualidad. Durante la Unificación italiana pasó a formar parte del Reino de Italia en 1861.
La economía de Portoferraio sufrió tras el cierre de la actividad minera en la década de los 70, pero la economía resurgió posteriormente debido al creciente turismo.

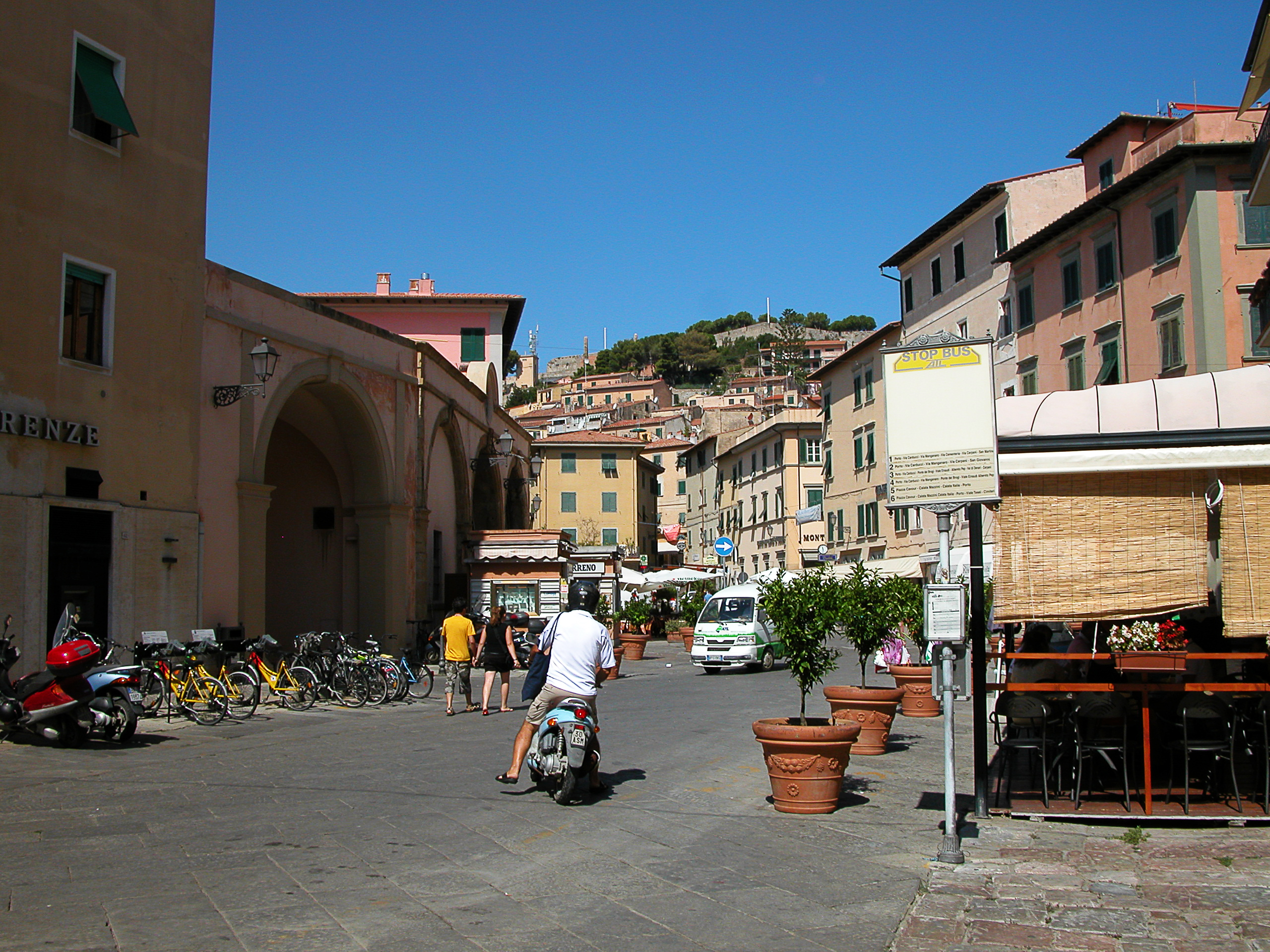
Una calle de Portoferraio.

## Evolución demográfica
| Gráfica de evolución demográfica de Portoferraio entre 1861 y 2001 |
|                                                                    |
| Fuente ISTAT - elaboración gráfica de Wikipedia                    |